# Xã Virgil, Quận Vernon, Missouri
Xã Virgil (tiếng Anh: Virgil Township) là một xã thuộc quận Vernon, tiểu bang Missouri, Hoa Kỳ. Năm 2010, dân số của xã này là 443 người.